# Someday (Yanni)
Someday è un album discografico di raccolta del musicista greco Yanni, pubblicato nel 1999.

## Tracce
1. Within Attraction – 4:09
2. Enchantment – 3:52
3. A Word in Private – 3:46
4. Before I Go – 4:32
5. Felitsa – 4:52
6. Someday – 4:35
7. The Rain Must Fall – 4:37